# Зайсан (езеро)
Вижте пояснителната страница за други значения на Зайсан.
Зайсан (на казахски: Зайсан көлі, на руски: озеро Зайсан) е сладководно, проточно езеро в източната част на Казахстан (Източноказахстанска област), разположено в Зайсанската котловина, между крайните южни хребети на Алтай на север и планината Тарбагатай на юг. Площ 1810 km².
Езерото се намира на 420 m³ н.в., дължина от 105 km, ширина от 22 до 48 km. Максимална дълбочина 15 m. През езерото протича река Иртиш. Освен нея в него се вливат още множество реки: Кендирлик, Жайдак, Кусти, Еспе, Шарга, Уласти, Карабуга, Базар, Бугаз, Курайли, Кокпекти и др., като водите на всичките достигат до езерото само през пролетта, по време на пълноводие. В периода началото на ноември до края на април езерото е замръзнало, въпреки това в него има изобилие от риба. С изграждането на Бухтарминското водохранилище нивото на езерото Зайсан се е повишило с 6 m над естественото му равнище, в резултат на което площта му почти се е удвоила – от около 1800 km² до 3500 km², дори до 5000 км², поради което в някои източници езерото е посочено като на „част“ от изкуствен воден басейн.
Експерти са установили, че езерото Зайсан съществува от края на кредния период. Този факт е особено важен при определяне на действителната му възраст, тъй като обикновено се посочва, че най-старото езеро на планетата е Байкал (с възраст около 25 милиона години). Установено е, че приблизителната продължителност на кредния период е от 136 допреди 65 милиона години, следователно, ако езерото Зайсан е съществувало в края на кредния период, то това означава, че възрастта му е на над 65 милиона години. Това го прави най-старото езеро на планетата, като е почти три пъти по-старо от Байкал. Трудно могат да се намерят преки индикации за точното определяне на възрастта на езерото Зайсан, въпреки че данните от по-стари геоложки проучвания са били прегледани отново. Съвременните геоложки анализи в района на целия Зайсански басейн също подкрепят твърденията за изключителната му възраст.
Езерото е известно с изобилието си от риба. Тук се ловят бяла риба, пъстърва, щука, михалца, костур, мъздруга, лин и каракуда. Поради това още през 1798 година с държавен указ е бил разрешен риболовът в река Иртиш нагоре по течението ѝ отвъд Бухтарминската крепост на Сибирската казашка войска. Това служи като претекст казаците да разширят риболова до Зайсан, въпреки че по това време езерото още е принадлежало на Китай. Бреговете му са слабо заселени. На южния му бряг е разположено сгт Тугил.